# 汪承霈
汪承霈（？—1805年），字春農，號時齋，安徽徽州府休寧縣人，清朝政治人物。

## 生平
乾隆二十五年（1760年）庚辰恩科欽賜舉人，同年在兵部車駕司額外主事上學習行走，二十七年（1762年）任戶部廣西司主事，三十一年（1766年）升戶部江南司員外郎，三十三年（1768年）升刑部江西司郎中，三十四年（1769年）出為山東武定府知府，三十五年（1770年）調福建邵武府知府，同年回京任戶部廣西司郎中，三十七年（1772年）軍機章京上行走，四十一年（1776年）丁母憂，服闋，四十五年（1780年）任都察院左副都御史，四十七年（1782年）任工部右侍郎，四十九年（1784年）任工部左侍郎，五十年（1785年）任戶部右侍郎，五十六年（1791年）任順天府府尹，嘉慶四年（1799年）任工部右侍郎，五年（1800年）六月任兵部尚書，七年（1802年）任都察院左都御史，九年（1804年）致仕歸里，十年（1805年）卒於家。

## 家族
祖父汪品佳（號青城）；父汪由敦，吏部尚書。兄汪承霃，弟汪承𩆩。